# 硬瓜参属
硬瓜参属（学名：Sclerodactyla）为硬瓜参科的一个属。

## 下级分类
本属包括以下物种：
- Sclerodactyla briareus (Lesueur, 1824)
- 丛足硬瓜参 Sclerodactyla multipes (Théel, 1886)